# Ивашевка (Самарская область)
Ива́шевка — село в Сызранском районе Самарской области России. Входит в состав сельского поселения Ивашевка.

## География
Центр поселения (посёлок Кошелевка) расположен в 5 км юго-восточнее села, а районный центр (город Сызрань) — в 11 км южнее.
Рядом с селом проходит федеральная автодорога А151 Цивильск — Ульяновск. Ближайшая станция железной дороги — Сызрань I.
Село состоит из шести улиц и нескольких переулков.

## История
Первое упоминание о селе датируется началом XVII века. Относилось оно к Сызранскому уезду Симбирской губернии.
Прежнее его название — Покровское-Ивашевское, в честь храма Покрова Пресвятой Богородицы. В нём было два престола — главный, в честь Покрова Пресвятой Богородицы, и в пределе — во имя Святителя и чудотворца Николая.
В 1771 году был построен новый храм, а в 1888 году храм был отреставрирован прихожанами. В селе в это время насчитывалось 149 дворов (401 мужчин и 439 женщин). Но в 1921 году церковь сгорела.

## Население
| 2010 |
| ---- |
| 526  |

Во время переписи 2010 года в селе постоянно проживало 526 жителей, в том числе 250 мужчин (47,5 %) и 276 женщин (52,5 %).

## Известные уроженцы
- Головинский Матвей Васильевич — русско-французский журналист.

## Инфраструктура
В селе имеется филиал средней общеобразовательной школы села Троицкое и фельдшерско-акушерский пункт Сызранской ЦРБ.